# Mannen som kom från floden
Mannen som kom från floden är en italiensk film från 1972. Dess engelska titlar är Man from deep river, Deep river savages och Sacrifice!.

## Handling
En turist på besök i Thailand råkar i ett bråk döda en man och flyr ut i djungeln. Där blir han tillfångatagen av en grupp infödingar som tror han är en fiskman. Efter en tid inser han dock att livet i djungeln inte är så dumt ändå. Han finner till och med kärleken i hövdingens dotter, Maraya.